# B-Daman
B-Daman (jap. ビーダマン, Bīdaman) ist ein Murmelspielzeug aus Japan. Es wurde 1993 von der Firma Takara entwickelt und wird von Hasbro vertrieben. Das Spielzeug in Form einer humanoiden Figur schießt eigens für das Spielzeug gefertigte Murmeln, je nach Zubehör können dabei die Flug- bzw. Rolleigenschaften der Murmel beeinflusst werden. Zum Spiel wurden mehrere Animeserien sowie Mangas, Videospiele und Sammelkartenspiele produziert.

## Spielweise
Das Spiel kann zu zweit oder in größeren Gruppen gespielt werden, es gibt verschiedene Spielarten. Dabei wird entweder auf den gegnerischen B-Daman geschossen, einen B-Daman des gegnerischen Teams oder ein Zielgegenstand soll getroffen oder mit den Murmeln in Richtung des Gegners gestoßen werden. Die möglichen Spielarten sind vom Zubehör abhängig. Dazu gehört neben den B-Daman, Murmeln und den Zielgegenständen wie Kegeln oder dem zu stoßenden Puck auch Barrikaden zum Schutz der Ziele oder Gegner oder Tore für die Murmeln.

## Veröffentlichung und Veranstaltungen
Die erste Serie der Spielzeuge wurde 1993 von Takara entwickelt. Seitdem erschienen regelmäßig Serien mit weiteren B-Daman, Murmeln und Zubehör. Einige der späteren Serien waren auf die zugleich erscheinenden Adaptionen abgestimmt. Der Vertrieb des Spielzeugs läuft über Hasbro, die es gemeinsam mit FOX Entertainment 2004 auch auf den nordamerikanischen Markt gebracht haben. Dabei bekamen die zuvor namenlosen Murmeln die Bezeichnung B-Daballs. Danach kam das Spiel auch auf den deutschen Markt.
Für das Spiel werden von Takara in Japan Meisterschaften veranstaltet, außerdem gibt es Meisterschaften zum Beispiel in Kanada und Deutschland.

## Adaptionen
Zum Spiel erschienen mehrere Adaptionen bzw. Umsetzungen in anderen Medien.
Manga:
- Bakkyū Renpatsu!! Super B-Daman (爆球連発!!スーパービーダマン; 1995–2001, 15 Bände) von Jun Imaga
- Bomberman B-Daman Bakugaiden (Bビーダマン爆外伝) von Kōichi Mikata
- Bomberman B-Daman Bakushōden (Bビーダマン爆笑伝) von Takeshi Tamai
- B-Densetsu! Battle B-Daman (B-伝説! バトルビーダマン; 2002–2004) von Eiji Inuki
- Bakkyū Hit! Crash B-Daman (爆球Hit! クラッシュビーダマン; 2005–2007, 3 Bände) von Tomoya Kuratani
- Cross Fight B-Daman (クロスファイト ビーダマン; 2011–2012, 1 Band) von Yoshinori Odaka
- Cross Fight B-Daman eS (クロスファイト ビーダマンeS; 2012–2013, 1 Band) von Yoshinori Odaka

Anime:
- Bomberman B-Daman Bakugaiden (Bビーダマン爆外伝; 1998–1999, 48 Folgen)
- Bakkyū Renpatsu!! Super B-Daman (爆球連発!!スーパービーダマン; 1999, 18 Folgen)
- Bomberman B-Daman Bakugaiden Victory (Bビーダマン爆外伝V; 1999–2000, 50 Folgen)
- B-Densetsu! Battle B-Daman (B-伝説! バトルビーダマン; 2004, 52 Folgen)
- B-Densetsu! Battle B-Daman: Fire Spirits (B-伝説! バトルビーダマン 炎魂; 2005, 51 Folgen)
- Bakkyū Hit! Crash B-Daman (爆球Hit! クラッシュビーダマン; 2006, 50 Folgen)
- Cross Fight B-Daman (クロスファイト ビーダマン; 2011–2012, 52 Folgen)
- B-Daman Crossfire (クロスファイト ビーダマンeS; 2012–2013, in Japan 52 Folgen, international 26 Folgen)

Computerspiele:
- Bomberman B-Daman (ボンバーマンビーダマン; 1996) für SNES
- Super B-Daman: Fighting Phoenix (スーパービーダマン ファイティングフェニックス; 1997) für Game Boy
- Bakkyū Renpatsu!! Super B-Daman (爆球連発!!スーパービーダマン; 1997) für SNES
- Super B-Daman: Battle Phoenix 64 (スーパービーダマン バトルフェニックス64; 1998) für Nintendo 64
- Bomberman B-Daman Bakugaiden – Victory e no Michi (ボンバーマンビーダマン爆外伝 〜ビクトリーへのみち〜; 1999) für Game Boy Color
- Bomberman B-Daman Bakugaiden Victory: Final Mega Tune (ボンバーマンビーダマン爆外伝V ファイナルメガチューン; 2000) für Game Boy Color
- B-Densetsu! Battle B-Daman – Moero! B-Kon!! (B-伝説! バトルビーダマン 〜燃えろ!ビー魂!!〜; 2004) für Game Boy Advance
- B-Densetsu! Battle B-Daman: Fire Spirits (B-伝説! バトルビーダマン ファイヤースピリッツ 炎魂; 2005) für Game Boy Advance

Kartenspiele:
- Bomberman B-Daman Bakugaiden Card Game (ボンバーマンビーダマン爆外伝カードゲーム)